# Countrywide Classic 2007
Il Countrywide Classic 2007 è un torneo di tennis giocato sul cemento.
È stata l'81ª edizione del Countrywide Classic, che fa parte della categoria International Series nell'ambito dell'ATP Tour 2007.
Si è giocato al Tennis Center di Los Angeles in California dal 16 al 23 luglio 2007.

## Campioni

### Singolare
Radek Štěpánek ha battuto in finale  James Blake con il punteggio di 7–6(7), 5–7, 6–2

### Doppio
Bob Bryan /  Mike Bryan hanno battuto in finale  Scott Lipsky /  David Martin con il punteggio di 7–6(5), 6–2